# Cryptantha mexicana
Cryptantha mexicana är en strävbladig växtart som först beskrevs av T. S. Brandegee, och fick sitt nu gällande namn av Ivan Murray Johnston. Cryptantha mexicana ingår i släktet Cryptantha, och familjen strävbladiga växter. Inga underarter finns listade i Catalogue of Life.